# František Raboň
František Raboň (Praga, República Checa, 26 de septiembre de 1983) es un ciclista de ruta checo.
Debutó en el equipo PSK Whirlpool y luego de pasó por el T-Mobile de Alemania, el HTC de Estados Unidos y el equipo belga Omega Pharma-Quick Step Cycling Team.

## Palmarés
2004
- 1 etapa de la Vuelta a Marruecos
- 1 etapa del Tour de Eslovaquia

2005
- Memoriał Andrzeja Trochanowskiego
- 1 etapa del Tour de Eslovaquia

2006
- 3.º en el Campeonato de la República Checa Contrarreloj

2008
- Campeonato de la República Checa Contrarreloj
- 1 etapa del Tour de Irlanda

2009
- 1 etapa de la Vuelta a Murcia
- 1 etapa del Tour de Romandía
- Campeonato de la República Checa Contrarreloj

2010
- Vuelta a Murcia, más 1 etapa
- Campeonato de la República Checa Contrarreloj

2012
- 3.º en el Campeonato de la República Checa Contrarreloj
- 2.º en el Campeonato de la República Checa en Ruta

## Resultados en Grandes Vueltas y Campeonatos del Mundo
| Carrera              | Carrera              | 2002 | 2003 | 2004 | 2005 | 2006  | 2007 | 2008  | 2009  | 2010  | 2011 | 2012  | 2013 |
| -------------------- | -------------------- | ---- | ---- | ---- | ---- | ----- | ---- | ----- | ----- | ----- | ---- | ----- | ---- |
|                      | Giro de Italia       | —    | —    | —    | —    | 147.º | 79.º | 101.º | —     | 134.º | Ab.  | —     | —    |
|                      | Tour de Francia      | —    | —    | —    | —    | —     | —    | —     | —     | —     | —    | —     | —    |
|                      | Vuelta a España      | —    | —    | —    | —    | —     | —    | —     | 134.º | —     | —    | 157.º | —    |
| Mundial en Ruta      | Mundial en Ruta      | —    | —    | —    | —    | Ab.   | —    | Ab.   | —     | —     | —    | 104.º | Ab.  |
| Mundial Contrarreloj | Mundial Contrarreloj | —    | —    | —    | —    | 40.º  | 50.º | 38.º  | 19.º  | —     | 21.º | —     | —    |

—: no participa

Ab.: abandono